# Servizio ASAN
Servizio ASAN (azero: ASAN xidmət) è un'agenzia statale per servizi governativi per i cittadini dell'Azerbaigian. L'obiettivo dell'agenzia è di rendere i servizi maggiormente accessibili ai cittadini utilizzando la tecnologia moderna.. L'acronimo "ASAN" sta per "Azerbaijan Service and Assessment Network". La parola "asan" significa "facile" in azero.
Il servizio ASAN, come parte dell'Agenzia di Stato per i servizi pubblici e le innovazioni sociali sotto il Presidente della Repubblica dell'Azerbaigian, è presieduto da Inam Karimov.

## Entità e servizi
L'ASAN adotta principalmente un principio di "sportello unico", in inglese, one-stop-shop, dove 10 enti governativi e circa 30 società private forniscono servizi tramite una partnership pubblico-privato. Vengono forniti oltre 230 servizi, tra cui atti di nascita, di morte e la registrazione del matrimonio, carte d'identità, passaporti, patenti di guida, registri immobiliari, status degli immigrati e altri servizi civici. I servizi ausiliari comprendono i servizi bancari e assicurativi, legali, medici, turistici e aerei.
I servizi nei centri sono resi in base all'approccio del "sportello unico". Così, un cittadino può usufruire di vari servizi pubblici e privati in un unico centro, o singolo edificio amministrativo, entrando attraverso una sola porta.

Mentre l'Agenzia di Stato, o Agenzia di Stato per i servizi pubblici e le innovazioni sociali sotto il Presidente della Repubblica dell'Azerbaigian, gestisce lo "spazio", le agenzie governative sono direttamente responsabili della prestazione dei propri servizi. L'Agenzia di Stato è responsabile della definizione di standard, di principi e della supervisione del funzionamento quotidiano dei centri di assistenza ASAN, mentre le agenzie governative sono responsabili della fornitura di un servizio di qualità. Pertanto, non vi è né una duplicazione delle funzioni, né un conflitto di interessi tra un settore standard e di coloro che applicano questi standard. L'Agenzia di Stato è un organismo completamente nuovo e neutrale che, in conformità con il suo status, definisce gli standard, ottimizza i servizi, controlla e valuta le entità che forniscono servizi.

## Statistica
Fino ad oggi, sin dal suo inizio, oltre 19 milioni di applicazioni da parte di persone sono state fornite dai servizi ASAN. Il servizio mobile ASAN è iniziato nel 2013 e contribuisce a fornire un accesso universale ai cittadini. L'ASAN utilizza gli autobus che viaggiano per fornire servizi in aree remote e difficili da raggiungere che non dispongono di centri di assistenza di questa agenzia statale. L'ASAN ha anche istituito servizi mobili all'interno della città nella città di Baku. Pagando un costo aggiuntivo, i cittadini possono ricevere servizi al lavoro, a casa o in un'altra località che scelgono. Il tasso di soddisfazione del pubblico è vicino al 100 %.
Nel 2016 il rapporto di monitoraggio dell'OCSE ha elogiato l'Azerbaigian "per l'avanzamento dei centri di servizio e valutazione, contribuendo all'eliminazione delle condizioni favorevoli alla corruzione nel fornire vari servizi amministrativi al pubblico". Il rapporto dell'Azerbaigian per il 2016 del SEAE ha riconosciuto i servizi ASAN per l'eliminazione della corruzione e la rimozione della burocrazia nell'erogazione dei servizi pubblici.

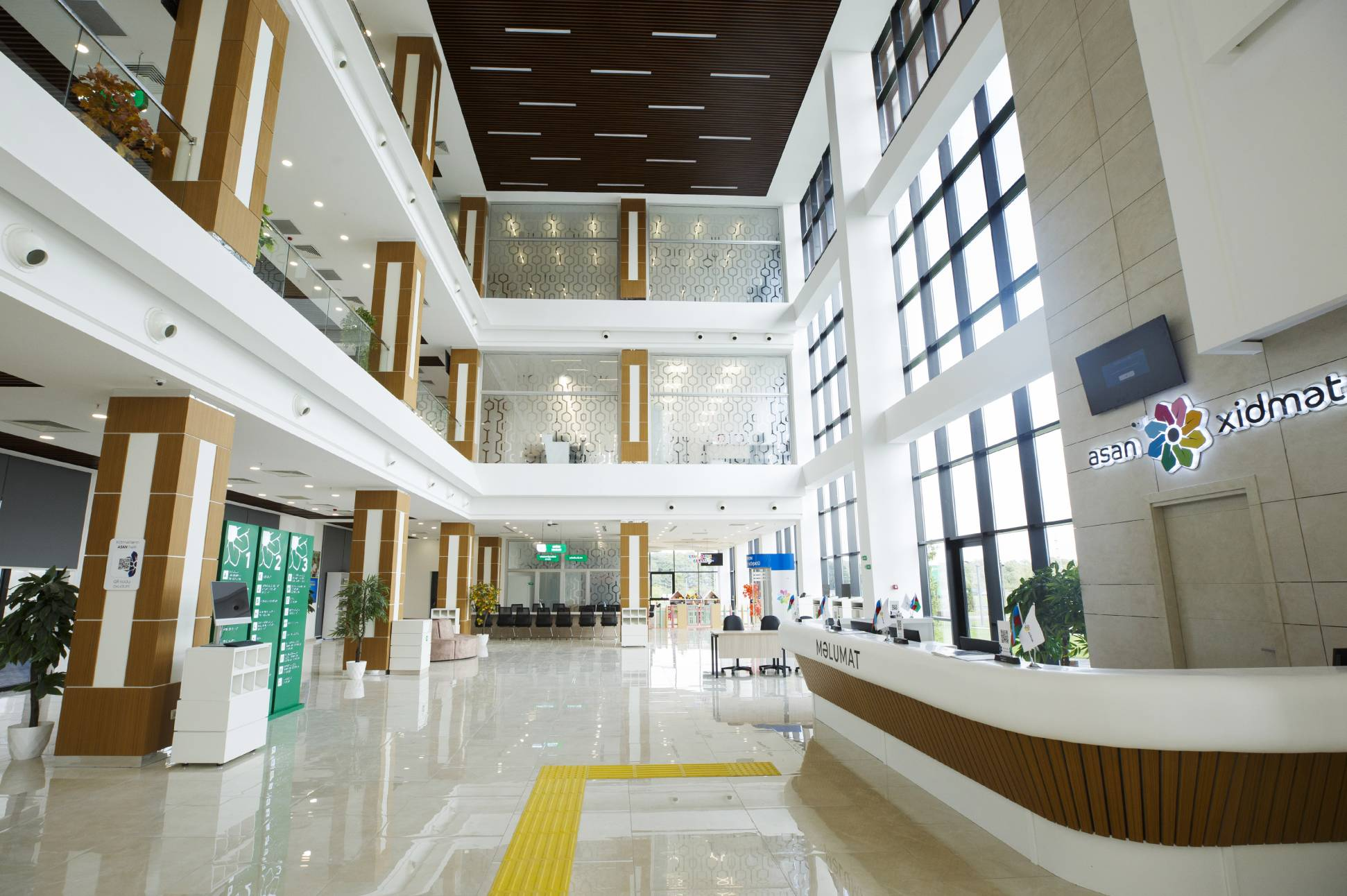
Servizio ASAN
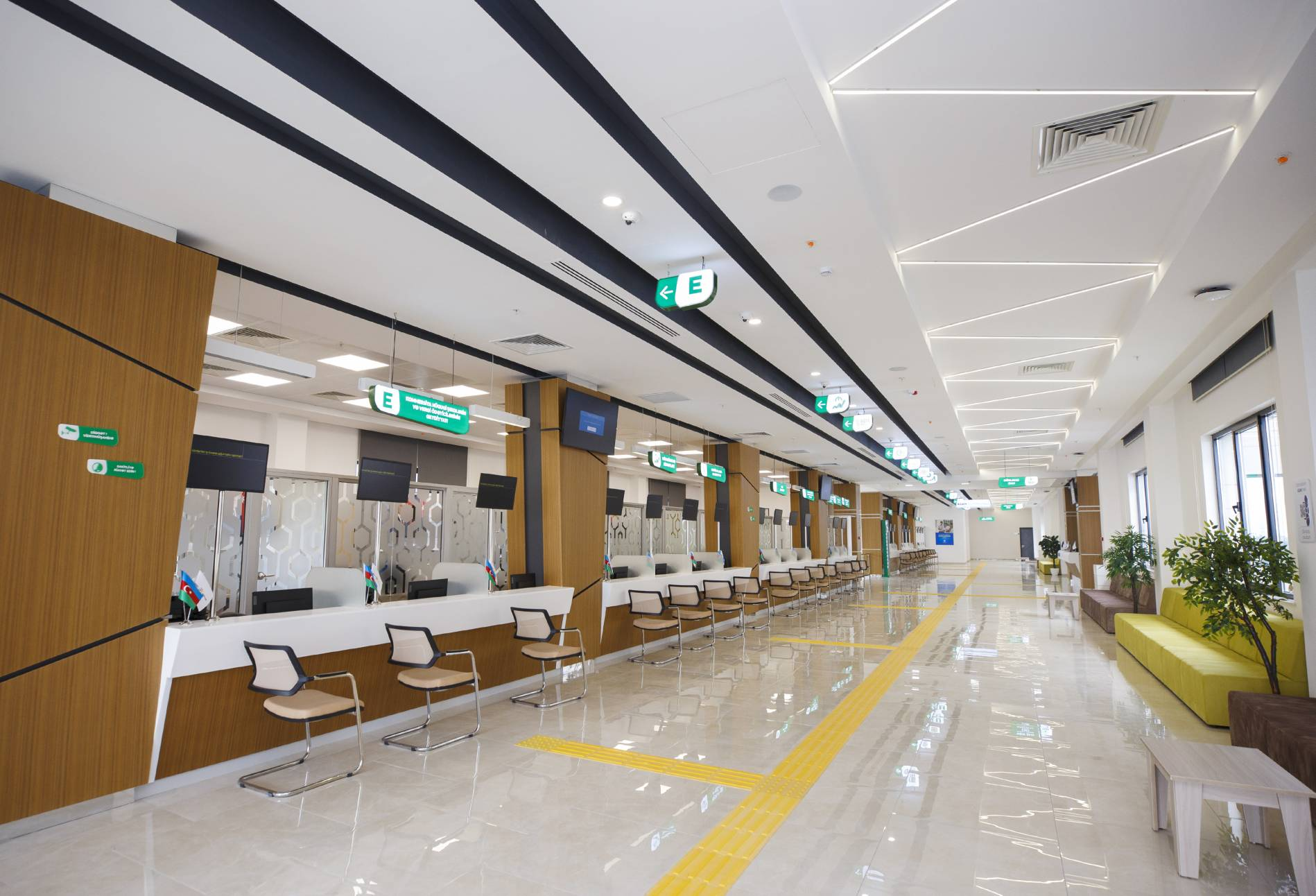
Servizio ASAN
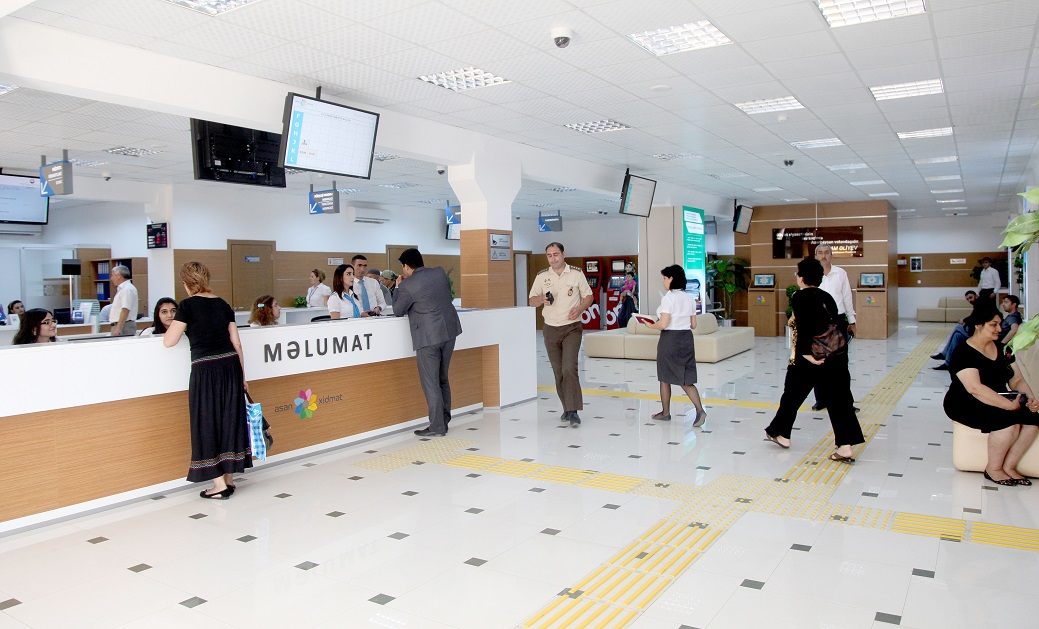
Servizio ASAN Sumgait
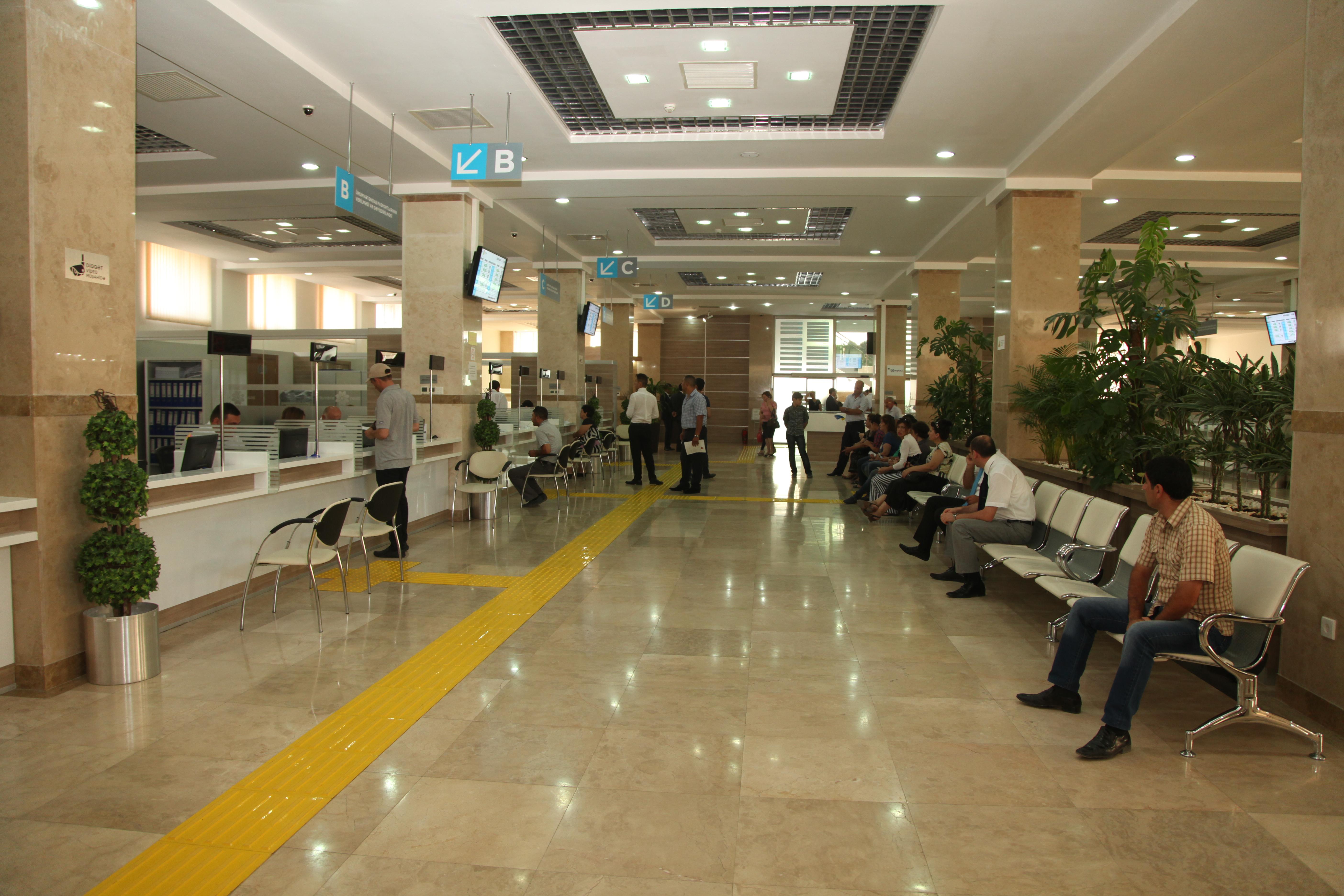
ASAN Baku